# Testa di Giovanni Battista
La Testa di Giovanni Battista è un dipinto a olio su tavola (46x43 cm) di Andrea Solario, databile al 1507 e conservato nel Museo del Louvre a Parigi.

## Storia e descrizione
L'opera venne probabilmente dipinta per il cardinale Georges I d'Amboise durante il suo soggiorno a Milano nel 1507. Il modello era forse un disegno di Leonardo da Vinci, risolto però dal Solario con un forte contrasto luminoso tra il soggetto e lo sfondo e con una tavolozza ridotta.
Il dipinto mostra la testa di san Giovanni Battista dopo la decapitazione, messa su un vassoio con piede per essere mostrata a Erode. Il volto contiene probabilmente un autoritratto dell'artista. L'aspetto più interessante del dipinto è lo studio sugli effetti del "lustro" cioè dei riflessi luminosi: sul bordo del piatto si vede infatti il riflesso della testa del Battista, in particolare l'orecchio e la capigliatura, così come sulla base si vede riflesso il fondo del piatto stesso.
L'opera è conservata in una cornice d'ebano con iscrizione in latino su San Giovanni Battista, che sembra essere originale.